# Dekortikation
Als Dekortikation (lateinisch decorticatio ‚Entrindung‘) bezeichnet man eine operative Entfernung von krankhaft veränderten, meist durch Vernarbung verdickten Organkapseln oder -hüllen. Die Dekortikation ist meist notwendig, da eine mechanische Versteifung von Organhüllen zu einer Druckerhöhung oder einer Beeinträchtigung der Organbeweglichkeit führen kann. Dies ist besonders bei einer Dekortikation des Perikards des Herzens (als Kardiolyse) oder der viszeralen und parietalen Blätter der Lungenpleura indiziert. Letzteres bezeichnet man kombiniert mit einer Pleurektomie auch als Délorme-Operation, die auch bei bösartigen Erkrankungen der Lunge wie dem Pleuramesotheliom oder nach einer Pleuratuberkulose durchgeführt wird. Erstmals vorgeschlagen hatte diese Dekortikation von Pleuraschwielen zur Entfesselung der Lunge 1894 Edmond Delorme. Ausgeführt wurden die ersten Kardiolysen 1902 durch Delorme und Ludolph Brauer.
Die Dekortikation wird auch bei krankhaften Veränderungen der Nierenrinde und der Substantia compacta (Kortikalis) von Knochen bei schwerer Osteomyelitis angewandt.